# 小行星24344
小行星24344（24344 Brianbarnett）是一颗绕太阳运转的小行星，为主小行星带小行星。该小行星于2000年1月20日发现。

## 轨道参数
小行星24344的轨道半长轴为337 822 337 km，2.2581707 UA，离心率为0.142。